# 須賀川町
須賀川町（すかがわまち）は福島県岩瀬郡にかつて存在した町である。

## 概要
現在の須賀川市は1954年（昭和29年）に新設合併によって発足した市であり、本町とは異なる自治体である。

## 地理
- 現在の須賀川市の中部、旧須賀川市の西部に位置する。
- 村は阿武隈川の西岸に位置する。
- 村内には阿武隈川の支流釈迦堂川が流れる。

## 歴史

### 町域の変遷
- 1889年（明治22年）4月1日 - 町村制施行により、須賀川村と森宿村の一部が合併し岩瀬郡須賀川町が発足。
- 1954年（昭和29年）3月31日 - 浜田村・西袋村・稲田村・石川郡小塩江村と合併し須賀川市が発足。同日須賀川町廃止。

変遷表
| 1868年 以前 | 1868年 以前 | 明治9年      | 明治22年 4月1日 | 昭和29年 3月31日 | 現在     |
| ----------- | ----------- | ------------ | --------------- | ---------------- | -------- |
|             | 本町        | 須賀川村     | 須賀川町        | 須賀川市         | 須賀川市 |
|             | 中町        | 須賀川村     | 須賀川町        | 須賀川市         | 須賀川市 |
|             | 北町        | 須賀川村     | 須賀川町        | 須賀川市         | 須賀川市 |
|             | 道場町      | 須賀川村     | 須賀川町        | 須賀川市         | 須賀川市 |
|             | 中宿村      | 森宿村の一部 | 須賀川町        | 須賀川市         | 須賀川市 |

## 大字
- 須賀川（すかがわ）
- 森宿（もりじゅく）

## 人口・世帯

### 人口
総数 [単位： 人]
| 1889年（明治22年） | 9,416  |
| 1920年（大正 9年） | 14,450 |
| 1947年（昭和22年） | 24,625 |

### 世帯
総数 [単位： 世帯]
| 1920年（大正 9年） | 2,849 |
| 1947年（昭和22年） | 4,907 |

## 交通

### 鉄道
- 日本国有鉄道（ → 東日本旅客鉄道）
  - ■東北本線
    - 須賀川駅

### 道路
- 一級国道
  - 国道4号

## 有名出身者
- 鈴木万次郎
- 鈴木篤三郎